# جغرافيا الحرب

خريطة تبين وضع الخدمة العسكرية الإلزامية لكل دولة عام 2008:
دول أو مقاطعات حكم ذاتي ليس لديها قوات مسلحة.
دول لا تتبنى الخدمة العسكرية الإلزامية.
دول تخطط لإلغاء الخدمة العسكرية الإلزامية خلال ثلاث سنوات.
دول تتبنى الخدمة العسكرية الإلزامية.

جغرافيا الحرب أو الجغرافيا الحربية وتُعرف أحياناً بـالجغرافيا العسكرية، هو فرع في الجغرافيا السياسية، يهتم في الأساس بالدور الحيوي الذي تلعبه العوامل المكانية والجغرافية في الحروب والنزاعات المسلحة. كذلك ارتقاء فن الحرب للتمكن من قيادة جيش رهن بمعرفة أساسيات الجغرافيا ومحددات شخصية المكان. فعلاقة الجغرافيا بالحرب مبنية على الحكمة لإحراز النصر العسكري وتحقيق مغانم السياسة والاقتصاد.
تدرس الجغرافيا الحربية أو العسكرية الاتجاهات المكانية للحروب العالمية والمحلية وتعليل حدوثها وتوزيعها الجغرافي، ولدراسة جغرافية المكان علاقة بكافة الأنشطة العسكرية، وذلك لفك شفرة النسق المكاني وتفعيل الخريطة الذهنية لدى أفراد القوات المسلحة. كذلك تهتم باهتمامات جيوبولتيكية كخطط المعارك، والتحليل الأرضي والجيوستراتيجي والمعدات الحربية والإمكانات التسليحية. فالتاريخ العسكري يحكي لنا بالضبط ما هي الأحداث ومتى وقعت، أما الجغرافيا فهي المسؤولة عن تسليط الضوء على علامات الاستفهام حول لماذا، وكيف، وأين وقعت الحرب. وذلك لأن الجغرافيا تلعب دوراً رئيسياً في نتائج الحرب.

## علاقة الجغرافيا بالحرب
يمتلك علم الجغرافيا الكثير من المساهمات في فهم الحروب، فالجغرافيا تمثل للحرب عمقاً أساسياً لكل التحركات العسكرية وسير العمليات الحربيّة، إذ أنه من المستحيل فصل العمليات العسكرية عن الظروف البيئة الجغرافية؛ حيث تمثل الأرض بواقعها الطبيعي والبشري مسرحاً للعمليات العسكريّة.
هناك عدة جوانب توضح أهمية الجغرافيا في تحليل الحروب، مثل الدور الذي تلعبه العوامل الإستراتيجية المكانية قبل وأثناء الحرب، مثل تأثيرات تلك العوامل على حركة المعدات العسكرية عبر المضايق الدولية ونقاط الاختناق، وتوزيع القوات والأسلحة من أجل المعركة، وتحليل موارد وقدرات الدولة، ودرجة انكشاف وتعرض خطوط التجارة والإمداد للخطر الخارجي، ويمكن للحكومات أن تستعين بالجغرافيين كمحترفين للقيام بهذه التحليلات الاقتصادية والعسكرية. وهناك الكثير من الحروب عبر التاريخ تنبثق عن نزاعات حدودية، ويصنف الجغرافيون ويصفون الأنماط المختلفة للحدود.
قد أدرك الجغرافيون أن الحروب لا تحدث عشوائياً حول العالم، حيث تلعب المسافة دوراً مهماً في معظم الحروب عبر التاريخ، إذ أن الدول المتجاورة أكثر عرضة للحروب فيما بينهما، وقد طرح الجغرافيون السياسيون عدة مناهج لتحليل الحروب.

## مناهج الدراسة في جغرافيا الحرب
لجغرافيا الحرب ثلاث مناهج تحليلية دراسية، هي:

النظرة التقليدية لدول العالم:
دول العالم الأول.
دول العالم الثاني.
دول العالم الثالث.

### المنهج التقليدي
ويدور هذا المنهج حول دراسة نظرية العلاقات الدولية التقليدية، والتي تتسم بالتأكيد على علاقات القوة بين الدول. وعادةً ما يتم تحليل السياسات الخارجية للدول في ضوء قراءتها الجغرافية والأيديولوجية والثقافية والتاريخية. وتتمثل النظرة التقليدية في النظرة إلى العالم مقسماً بين الشرق والغرب، أو الاشتراكية في مواجهة الرأسمالية. ومقسماً بين الشمال والجنوب، أو بين الغني الصناعي والفقير الزراعي.

### المنهج التاريخي - البنائي
يتميز هذا المنهج بأنه يركز بؤرته على العالم لا على الدولة في دراسة الحروب والنزاعات الدولية. ويبحث في أسباب الحروب التي تؤثر بشكل سلبي في بنية العلاقات العالمية الاقتصادية - السياسية المتكاملة.

### المنهج السلوكي
ساد المنهج السلوكي في دراسة العلاقات الدولية في الربع الأخير من القرن العشرين بتقنياته الكميّة، وتأكيده على العلاقة بين الإمكانيات المحلية للدولة وسياستها الخارجية. لذلك فإن العوامل الجغرافية كالموقع والسكان والتحالفات تتحد مع الخصائص الاقتصادية والتوجه السياسي وسباق التسلح كمقدمات للنزاع. وقد انبثق عن هذا المنهج بعض النظريات الجيوبوليتيكية الجديدة.
ويعيب على هذا المنهج بأنه غير مكتمل، لأنه لا يضع في الاعتبار التطور التاريخي للدول، ويميل إلى التركيز على بعض الظاهرات في العالم السياسي، ويتجاهل البعض الآخر.

## التصنيف المكاني للحروب
يمكن تصنيف الحروب إلى أربعة أصناف، هي:

### الحروب الكونية

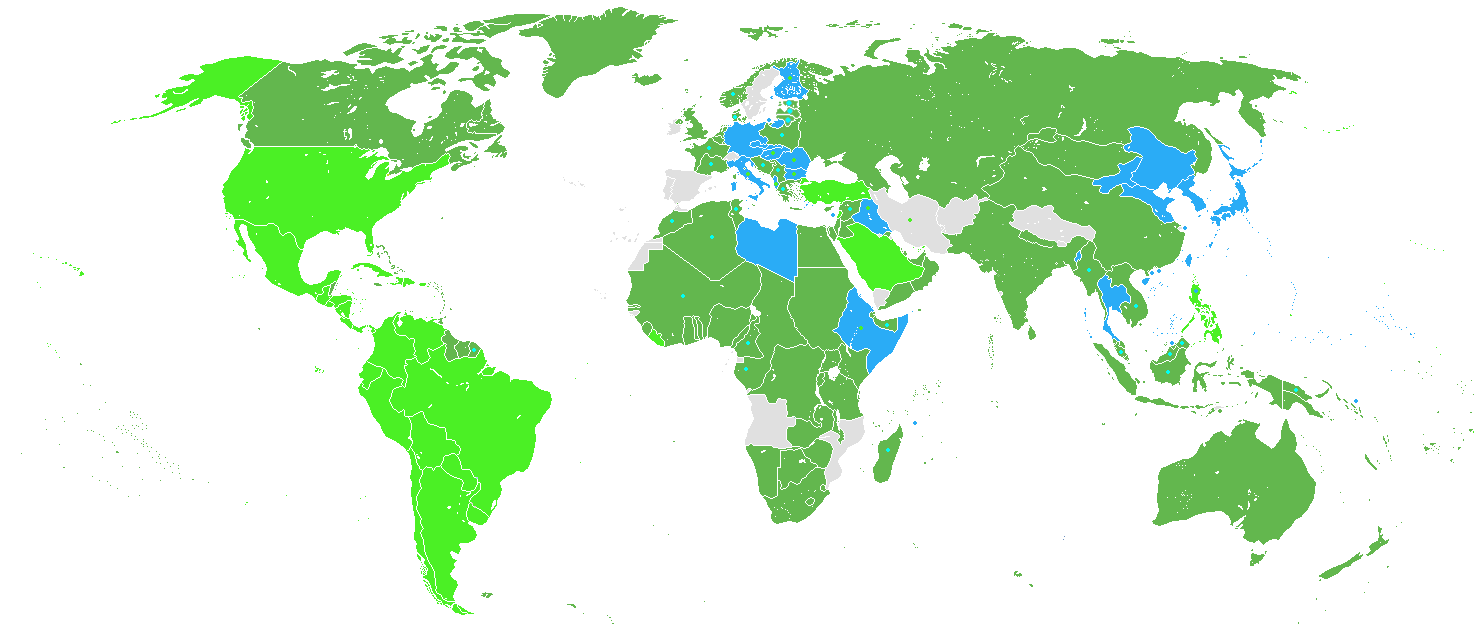
التوزيع الجغرافي الحربي للحرب العالمية الثانية:
دول الحلفاء قبل الهجوم الياباني على بيرل هاربور، بما في ذلك المستعمرات والبلدان المحتلة.
دول الحلفاء التي دخلت الحرب بعد الهجوم الياباني على بيرل هاربور.
دول المحور ومستعمراتها.
البلدان المحايدة خلال الحرب العالمية الثانية.

وتسمى كذلك الحروب الكوكبية، وهي تلك الحروب التي تتضمن معظم أو كل القوى العظمى في النظام الدولي، ولذلك تسمّى أيضاً بالحرب الشاملة، لأنها تضم على الأقل ثلثي القوى العظمى، وضحاياها في حدود 1,000 قتيل في المعارك لكل مليون نسمة. ومنذ عام 1494 حدثت ستة حروب كوكبية شاملة، هي:
- الحروب الإيطالية (1494 - 1517).[9]
- الحروب الإسبانية (1581 - 1609).[10]
- حرب لويس الرابع عشر (1688 - 1713).
- الحروب النابوليونية (1792 - 1815).[11]
- الحرب العالمية الأولى (1914 - 1918).
- الحرب العالمية الثانية (1939 - 1945).

### الحروب العالمية
تعرف هذه النوعية من الحروب جغرافياً بأنها حرب في كل أنحاء الأرض، مع كثرة الدول المشتركة فيها. وقد أصبحت الحرب العالمية الأولى والحرب العالمية الثانية في القرن العشرين حربيين عالميتين بسبب مقدرة القوى الرئيسية في الحرب في معظم بقاع الأرض، خاصةً الأماكن البعيدة. وذلك من جراء التطور الهائل في الأسلحة والمعدات والحركة. وقد سميت الحرب العالمية الأولى بالحرب العظمى، حتى جاءت الحرب الثانية (1939 - 1945) التي كانت أكثر عالمية مقارنةً بالأولى، لأن ميدان المعركة امتد من شمال أفريقيا حتى الاتحاد السوفيتي إلى بورما، ثم الكاريبي إلى المحيط الهادي. ويصف هذا النمط من الحروب التي تحدث بين كتل أو أحلاف أو مجموعات الدول في مواجهة بعضها البعض، مثل الحلفاء ضد المحور على سبيل المثال.

### الحروب المحلية

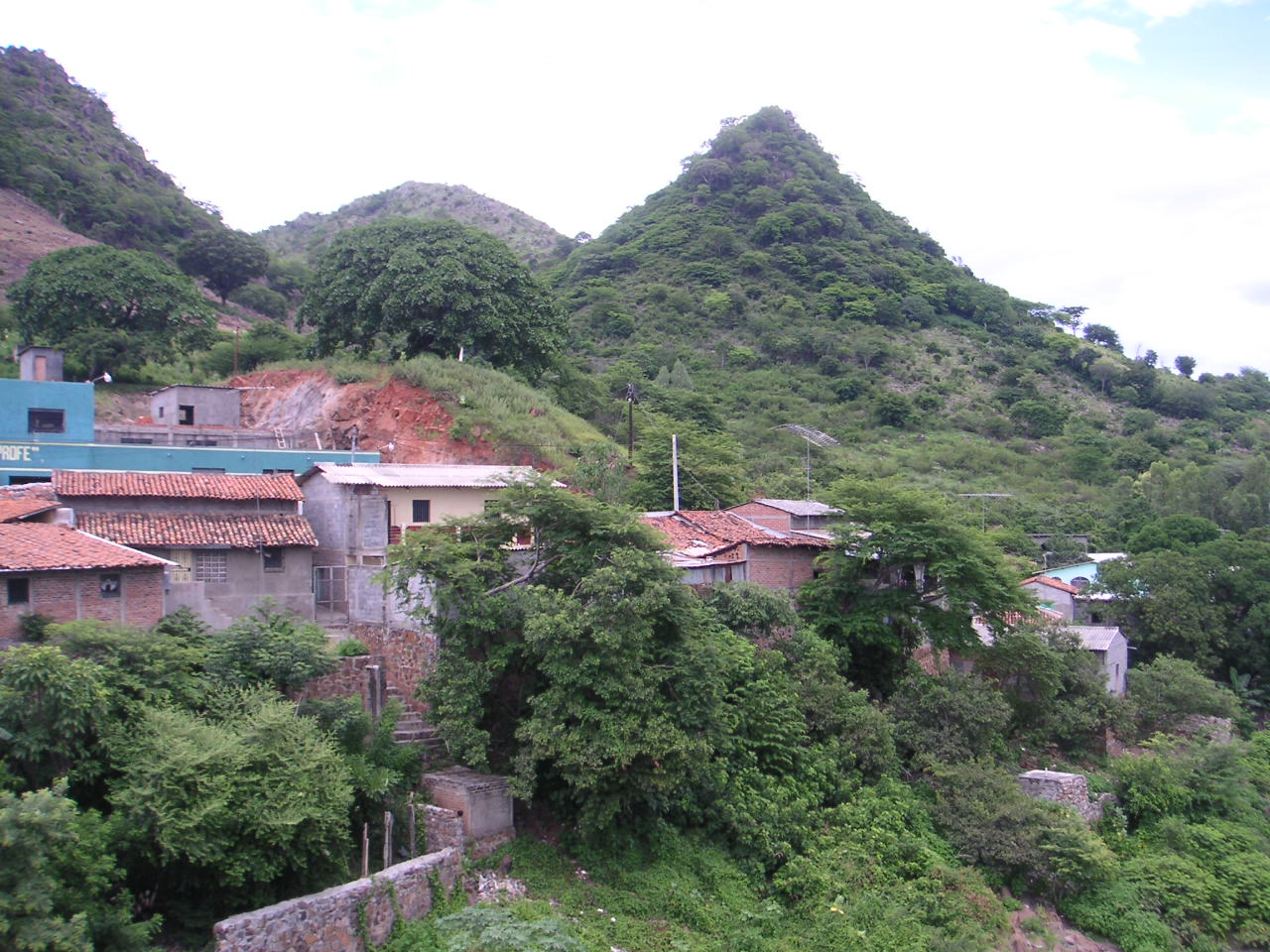
الحدود بين السلفادور والهندوراس التي قامت بها حرب كرة القدم عام 1969.

وهي حروب محدودة في مداها الجغرافي أو مقياسها المكاني، ومحصورة في عدد محدود من الدول. وقد كانت معظم الحروب عام 1815 م تنتمي لهذا النمط. وقد تضمن بعضها الحروب بين قوة عظمى ودولة صغيرة، ومن أمثلة تلك الحروب:
- الحرب الروسية - اليابانية (1904 - 1905)، وبلغ عدد قتلاها نحو 130 ألف قتيل.
- الحرب بين باراغواي وبوليفيا (1932 - 1935)، وبلغ عدد قتلاها نحو 130 ألف قتيل.
- حرب الأيام الستة عام 1967 بين إسرائيل وكل من مصر وسوريا والأردن، وبلغ عدد قتلاها نحوي 19600 قتيل.
- حرب كرة القدم بين هندوراس والسلفادور عام 1969،[14][15] وبلغ عدد قتلاها نحو 6000 قتيل.[16]

ويطلق بعض الجغرافيون على تلك الحروب مسنى الحروب بين الدول، كالحرب بين بريطانيا والأرجنتين حول جزر الفوكلاند عام 1982، والحرب العراقية الإيرانية ما بين عامي 1980 حتى 1988، والحرب بين الهند والباكستان حول كشمير. وفي أغلب الحالات كان لعامل الجوار دور في الحروب المحلية، فاحتمال الحرب بين الدول المتجاورة أكبر بالمقارنة بالدول التي تبعد عن بعضها البعض، وأغلبها يرتبط بمشكلات الحدود بين الدول، والادعاءات التاريخية، فضلاً عن حروب التحرير الوطني من براثن الاستعمار.

### الحروب الأهلية

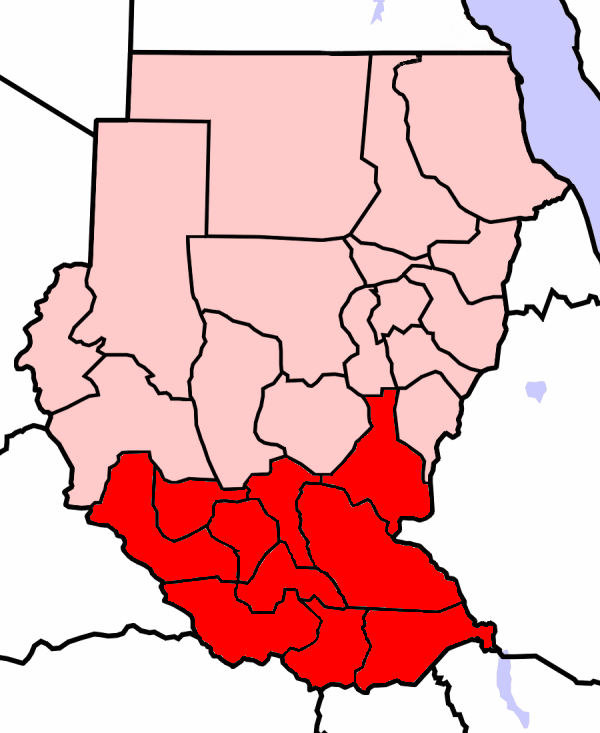
قُسمت السودان بعد حرب أهلية دامت لـ22 عاماً.

وهي حروب تتم داخل الدولة الواحدة بين شركاء في الوطن، وتقوم على تباين ايدولوجي أو ديني أو قومي أو اقتصادي، وعادةً ما تتشابك أسباب وعوامل الحروب الأهلية. ومنذ عام 1945، ومع تصفية الاستعمار الأوربي في معظم بلدان العالم، أصبحت الحروب الأهلية مركزة في العالم الثالث. كما أدى تفكك الدول المتعددة القوميات حديثاً كالاتحاد السوفيتي ويوغوسلافيا إلى انتشار الحروب الأهلية، وعادةً ما تتطلع الأطراف المشاركة في الحروب الأهلية إلى دعم إقليمي أو دولي في صورة قوات مسلحة أو معونات أو مساعدات اقتصادية أو عسكرية أو تدريبية، حتى أن القوات المسلحة في الكثير من دول العالم الثالث أو دول الأطراف تركز باطراد على قمع مواطنيها أكثر من الدفاع عنهم ضد الأعداء الخارجية.

## التصنيف السببي للحروب

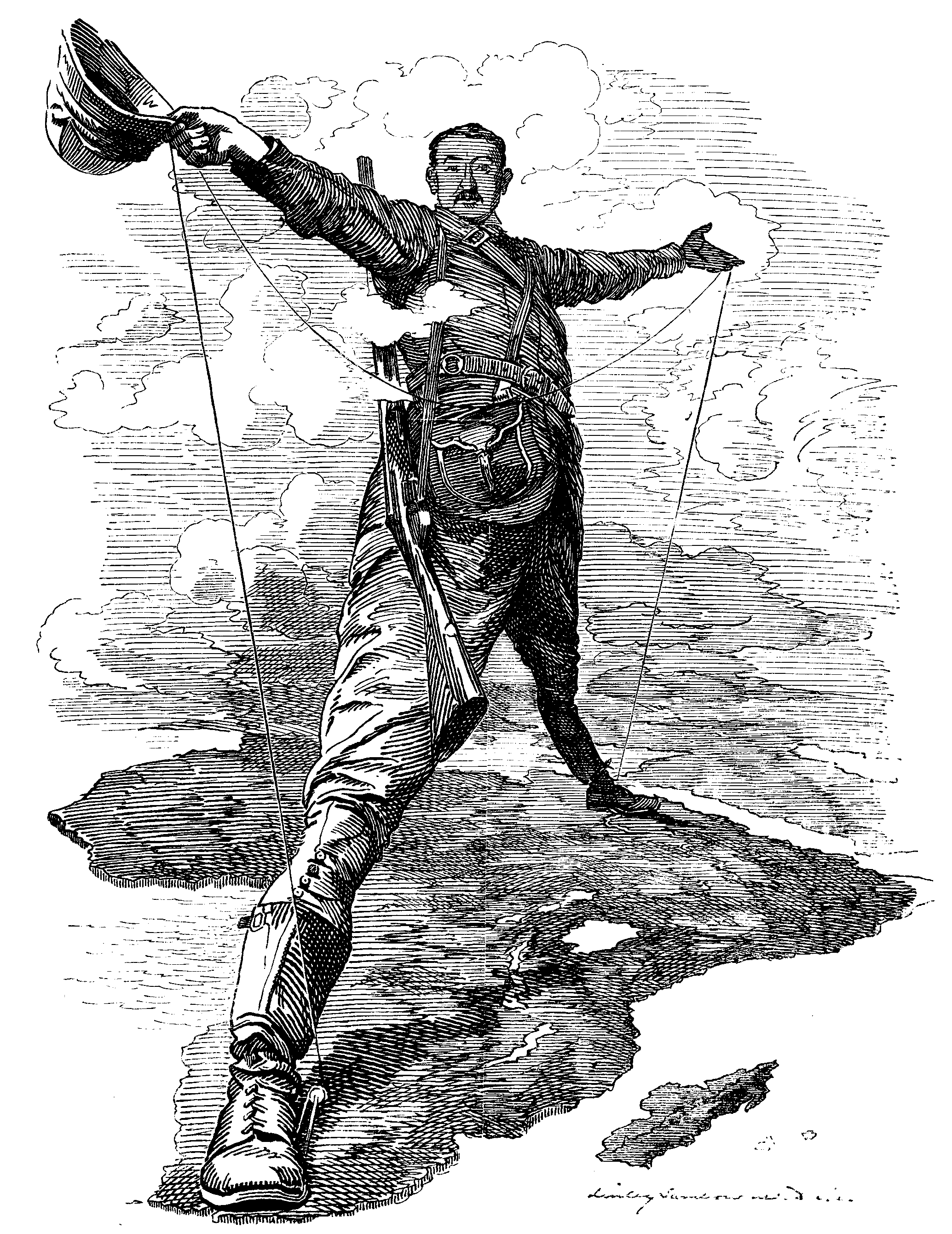
لوحة توضح إمبريالية المملكة المتحدة لسيطرتها على القارة الأفريقية من القاهرة إلى كيب تاون.

### حروب الإمبريالية
الإمبريالية هي التوسعية، والحروب التوسعية تعني ضم دولة قوية لأراضي دولة أضعف أو إقليم ما، ويقول بعض الجغرافيين أن الجيبولوتيكا ليست سوى مسوغاً للإمبريالية، وأن الإمبريالية عادةً ما تقود إلى الحرب، وتحمل تلك المقولة بعض الصواب وبعض الخطأ. فالجيبولوتيكا لا تؤدي دائماً إلى الإمبريالية، كما أن الإمبريالية ليست هي السبب الوحيد للحروب.

### حروب التحرير الوطنية
منذ انتهاء الحرب العالمية الثانية، تزايدت حدة المطالبة بالاستقلال الوطني من جانب الدول الخاضعة للاستعمار. وبحلول عام 1960، كان واضحاً أن نهاية الحكم الاستعماري الأوربي للقارة الأفريقية باتت وشيكأ وفي كثير من الحالات حدثت عمليات انتقال سلمي نسبياً للسلطة، وفي حالات أخرى رفضت الدول الاستعمارية الإذعان، مما أدى لنشوب حروب كبيرة. فقد كانت حرب التحرير الجزائرية (1954 - 1962)  هي النذير بالحروب التي اندلعت في أفريقيا خلال فترة الستينات والسبعينات من القرن العشرين، وكانت هي أول حروب التحرير الوطنية، وواحدة من أكثرها دموية.

### الحروب المصاحبة لمولد الدولة
يرتبط هذا النمط من الحروب بحركات الانفصال داخل الدولة الواحدة، مما قد ينتج عنه تحقق ذلك ومولد دولة جديدة من رحم الدولة الأم. ومن الأمثلة على ذلك مولد بنغلاديش من رحم باكستان، كذلك جنوب السودان من رحم السودان الأم.

### الحروب الحدودية

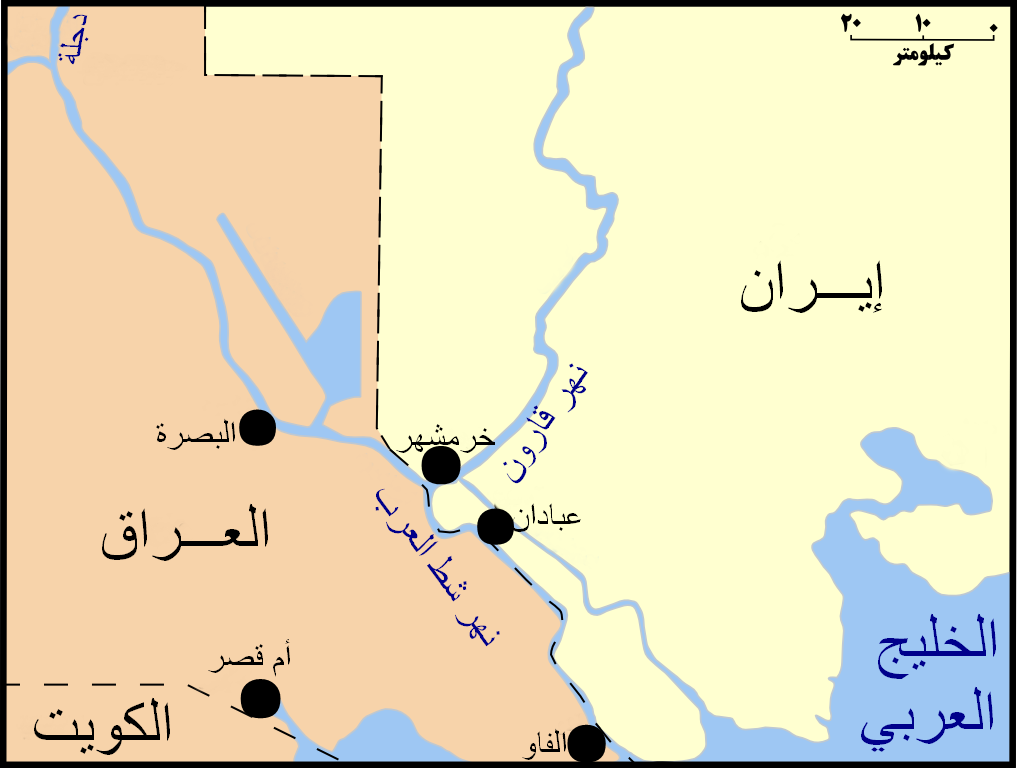
خط الحدود السياسية يمر وسط نهر شط العرب، ليفصل بين العراق وإيران.

يرتبط هذا النمط من الحروب بالنزاعات الحدودية بين الدول المتجاورة، وقد يكون النزاع حول امتداد الحد السياسي، أو حول وظائفه، أو حول الموارد الممتدة عبره. ومن الأمثلة على تلك الحروب: الحرب بين العراق وإيران المسماة بحرب الخليج الأولى (1980 - 1988) حول الحدود السياسية المشتركة بينهما في شط العرب.

### حروب الموارد
منذ قرون والدول تتعارك حول الأرض وما تحويه من موارد، حتى أن معظم الحروب التي دارت رحاها -والتي قد تشتعل في المستقبل- ترتبط بالحصول على الأرض.
وفي أعقاب الحرب العالمية الأولى، حدد قسم الحرب في الولايات المتحدة الأمريكية قائمة تضم 28 مادة معظمها من المعادن، والتي حدثت مشاكل في إمداداتها بالنسبة للولايات المتحدة أثناء الحرب، وأصبح اصطلاح المعادن الإستراتيجية مهماً في ما بين الحربين العالميتين. وأن الموارد الإستراتيجية هي تلك الموارد الضرورية للدفاع، والتي توجد منابعها مصادر الإمداد بها بصفة أساسية أو كُليّة خارج حدود الدولة، ويكون من الضروري تأمين إمداداتها واحتياجاتها أثناء الحرب.

### الحرب بالوكالة
يتضح من المعنى أن تلك الحرب تعنى انغماس دولة مساندة لدولة أخرى تقوم بالحرب بالنيابة عنها ضد الدول الأخرى التي تريد الحرب معها. وقد اتسمت فترة ثمانينيات القرن العشرين بتوترات الحرب الباردة المتفاقمة، والحروب بالوكالة في بلدان نامية تمتد عبر الكرة الأرضية، وفي غضون ذلك تدخلت القوى العظمى في النزاعات المحلية، التي كان يمكن أن تكون ثانوية وقصيرة الأجل. ولكن بدلاً من ذلك تصاعدت، ولعل من أبرز بؤر الحرب بالوكالة في مناطق القرن الأفريقي وأفغانستان وأمريكا الوسطى.

### الحرب العرقية
تقوم الحرب العرقية على أسس إثنية أو دينية أو لغوية، أي أنها ترتبط بالقومية. وتحفل القارة الأفريقية بالعديد من الصراعات والحروب العرقية في تاريخها، منها الصراع في جنوب السودان، وكذلك الحال في يوغسلافيا السابقة بعد تفككها.

### الحرب على الإرهاب

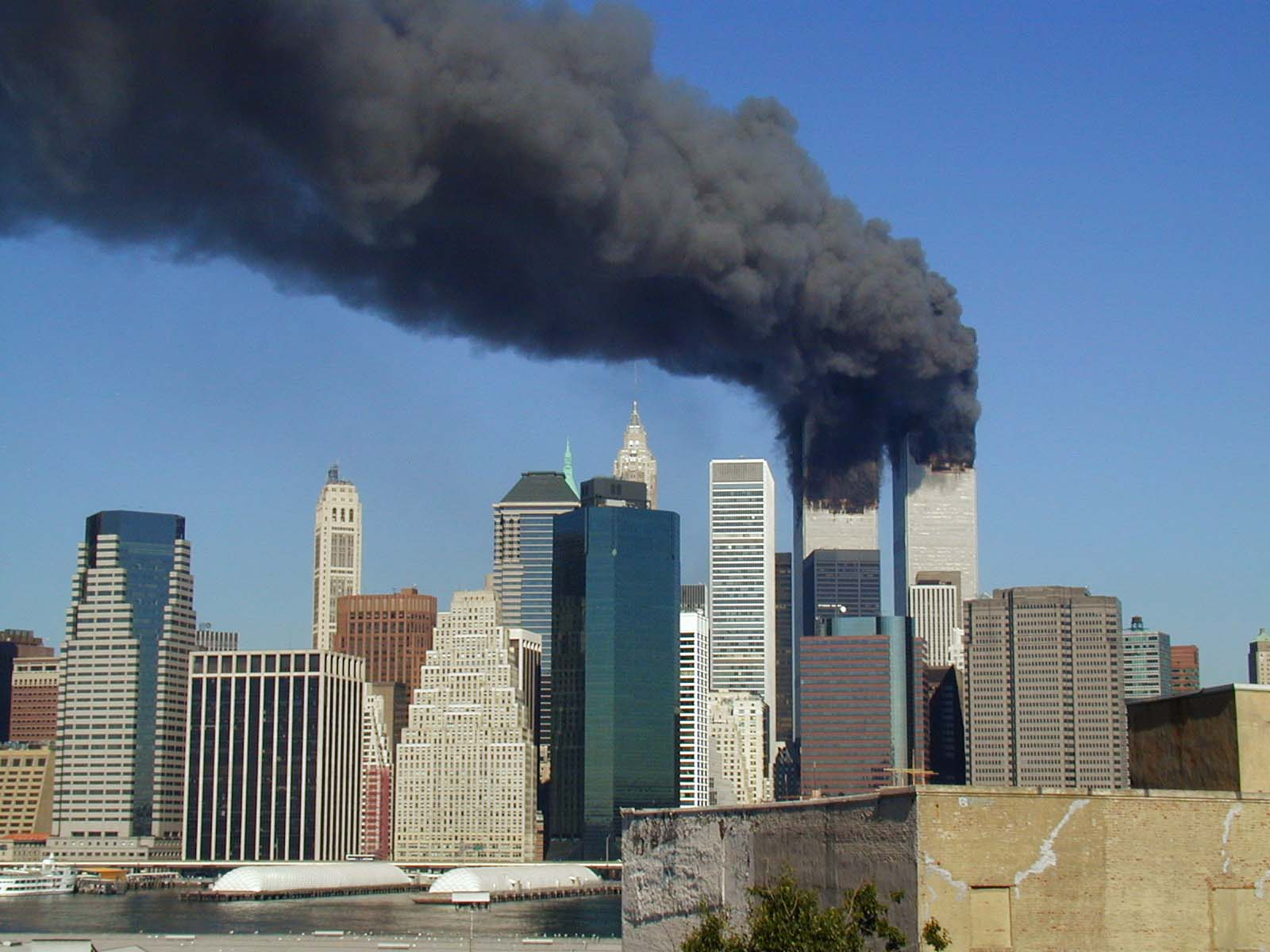
هجمات 11 سبتمبر 2001 على مركز التجارة العالمي بنيويورك، الولايات المتحدة.

لقد تمخض عن هجمات 11 سبتمبر 2001 في نيويورك وواشنطن دي سي وما نتج عنها من ذعر وصدمة ودمار، وما تلاها من احتمال هجمات إرهابية، أن أعيد تعريف السياسة العالمية من قِبَل الولايات المتحدة الأمريكية بعد ساعات قليلة من الهجوم، فظهر مصطلح ما يسمّى بالحرب على الإرهاب.
تزايدت المخاوف حول الحرب على الإرهاب مع سلسلة من التفجيرات أصابت كل من لندن  وموسكو  والقاهرة  وشرم الشيخ  ونيويورك وأطلنطا. كما أن السفارات عدة بلاد مثل في المملكة العربية السعودية وتنزانيا  واليمن  وكينيا  كانت أهدافاً لهجمات إرهابية.
والحرب على الإرهاب مؤسسة على مفهوم مجرد، وليست حرباً كغيرها فيها حدود وجيوش ودول، فالحرب على الإرهاب تتميز باعتمادٍ أكبر على القوات الخاصة والمخابرات والقوى الأمنية والدبلوماسية والإعلامية. وذلك بالرغم من وجود اثنتي عشرة اتفاقية دولية حول الإرهاب، مثل الاتفاقية الأوروبية لمكافحة الإرهاب لعام 77، والاتفاقية الدولية لمكافحة التفجيرات الإرهابية لعام 1998، والاتفاقية الدولية لمكافحة تمويل الإرهاب، وغيرها.

## العلاقات الدولية

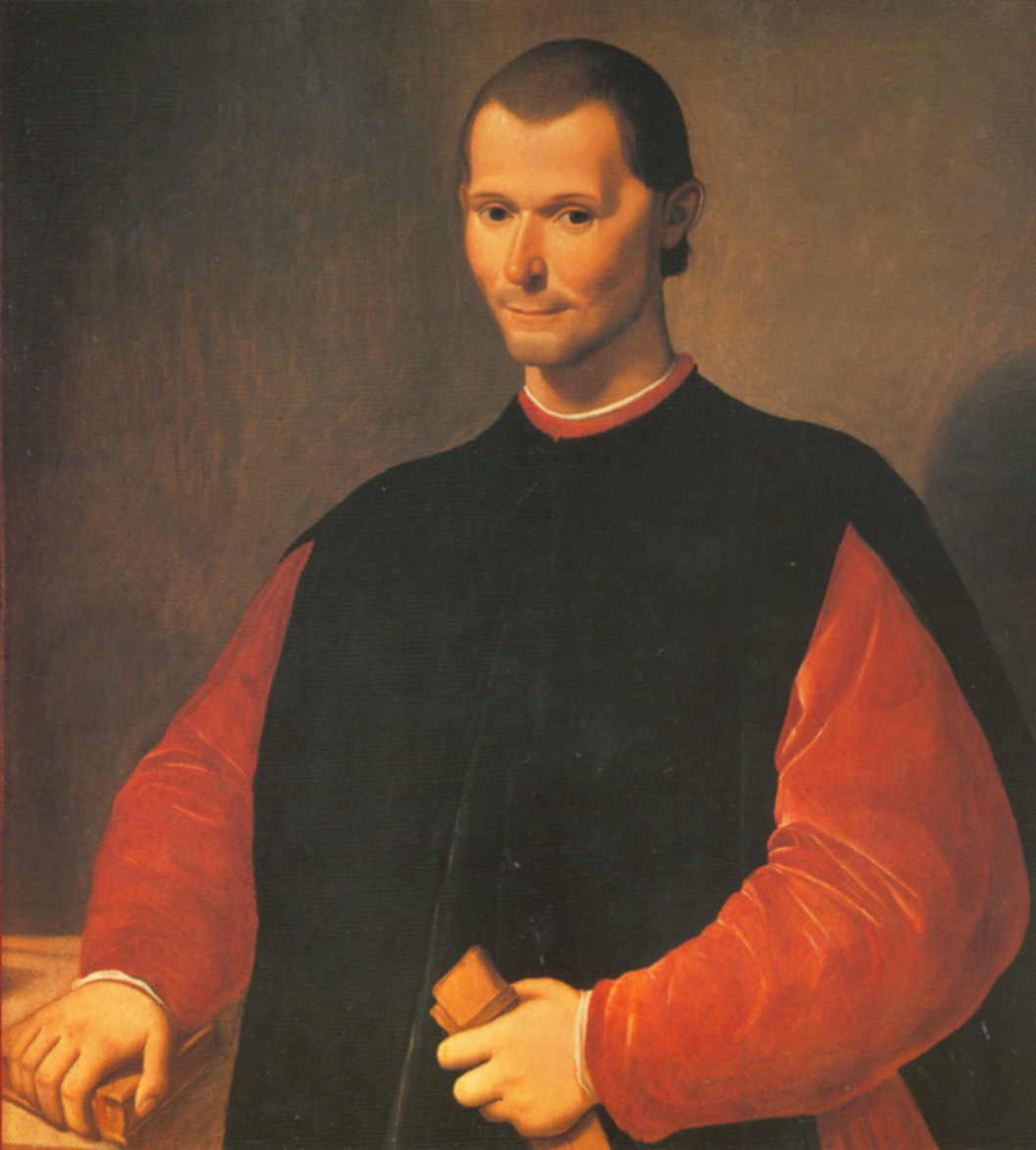
كان نيكولو مكيافيلي من أبرز المؤيدين للواقعية.

هناك مدرستان تقليديتان في دراسة العلاقات الدولية:
- المدرسة الواقعية.
- المدرسة المثالية.

وقد سادت الواقعية لوقت طويل من الزمن، وهي تستند إلى حجج كلاسيكية تدور حول فن السياسية وطرق المنافسة على مستوى الدول. وهذا ما يظهر بوضوح عند نيكولو مكيافيلي خلال القرن السادس عشر، وأيضاً عند كلاوزيفيتس في القرن التاسع عشر. وقد أكدت هذه الكتابات على مشاعر الخوف وعدم الأمان التي كانت تساور الدول، ومن ثمّ دافعت عن سياسات زيادة الإنفاق العسكري. وهو ما يوصل إلى "سياسة القوة"، وهي أن تقوم الدول القوية بإملاء إرادتها على الدول الأضعف، ومن ثم فإن الحرب أو التلويح بالحرب على الأقل كان يمثل نقطة محورية في توصيفات أنصار السياسة الواقعية وتفسيراتهم للعلاقات الدولية. ولقد كان ذلك هو السبب في إدانة أنصار الفكر المثالي للواقعيين بوصفهم أناساً لا أخلاقيين.
ولقد فسّر الكثير من الجغرافيين الحرب العالمية الأولى على أنها النتاج الطبيعي لأفكار ساسة الواقعية في تناولهم للقضايا الدولية، كما فسرت الواقعية على أنها تعكس نهج العالم القديم في إدارة دفة الأمور الدولية.

## سباق التسلح

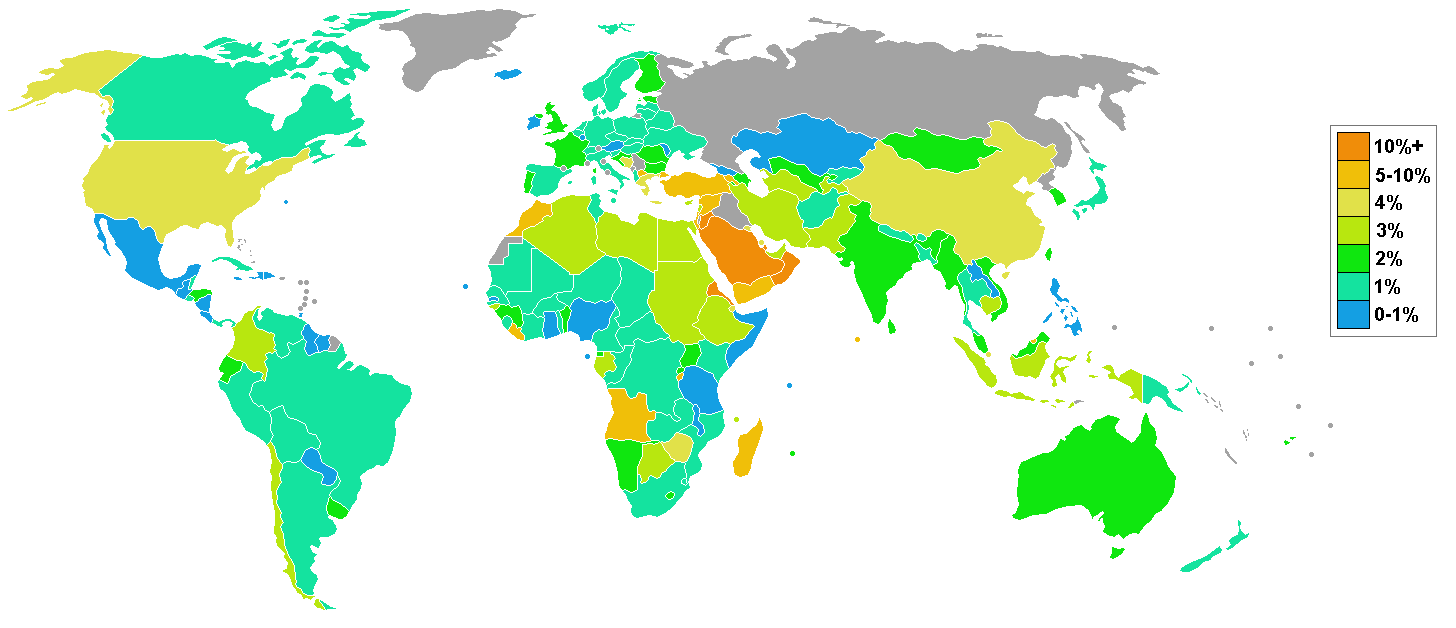
خريطة توضح النسبة المئوية للإنفاق العسكري لكل دولة من إجمالي الناتج المحلي.

لا تقتصر جغرافيا الحرب على دراسة الاتجاهات المكانية للحروب العالمية والمحلية وتعليل حدوثها وتوزيعها الجغرافي، إذا تضم إلى جانب ذلك اهتمامات أخرى جيوبولتيكية كخطط المعارك، والتحليل الأرضي والجيوستراتيجي والمعدات الحربية والإمكانات التسليحية.
ففي خلال الفترة منذ نهاية الحرب العالمية الثانية وحتى نهاية الحرب الباردة عام 1989، أنفقت الولايات المتحدة الأمريكية وحدها 10 تريليون دولار أمريكي عام 1988 على الأسلحة والمعدات والجنود. وخلال عام 1988 فقط، أنفقت دول العالم مجتمعة ما يزيد على تريليون دولار أمريكي للأغراض العسكرية. وفي عام 1986 أنفقت تلك الدول ما يعادل 30.000 دولار أمريكي لكل جندي، مقابل 455 دولار لتعليم كل طالب أو تلميذ. وبفعل هذا الإنفاق العسكري المتزايد يوماً بعد يوم، أصبحت الأرض خالية تماماً من أي مكان آمن، أي أنه ليس هناك أي مكان على ظهر الأرض للاختباء.